# 靺鞨七部
靺鞨七部指隋唐时代中国东北地区靺鞨人诸多部落中主要的七个部落。
据《隋书》、《新唐书》、《旧唐书》记载，当时靺鞨有数十个部落，其中主要的部落有七个，分别是：伯咄部、安车骨部、拂涅部、號室部、白山部、黑水部、粟末部。